# لی ته ران
این یک نام کره‌ای است؛ نام خانوادگی لی است.
لی ته ران (کره‌ای: 이태란؛ انگلیسی: Lee Tae-ran؛ زادهٔ ۲۵ مارس ۱۹۷۵) بازیگر اهل کره جنوبی است. او بیشتر به خاطر ایفای نقش در درام‌های کره‌ای مانند دستمال جیبی زرد، زندگی گلگون من، خانوادهٔ وانگ و قلعه آسمان شناخته می‌شود. 
از فیلم‌ها یا برنامه‌های تلویزیونی که وی در آن‌ها نقش داشته‌است می‌توان به تو باارزش منی و هلیوس اشاره کرد.